# دیوان عالی دادگستری
دیوان عالی دادگستری (انگلیسی: High Court of Justice) یا به طور رسمی دیوان عالی دادگستری اعلیحضرت در انگلیس به همراه دادگاه سلطنتی و دادگاه تجدیدنظر در لندن عالی ترین مراجع قضایی انگلستان را تشکیل می دهند در نقل قول های حقوقی از آن به اختصار به (EWHC) یاد می کنند در دعاوی مهم مدنی به دادگاه مرحله نخست به پرونده ها رسیدگی می کند و صلاحیت نظارت بر بسیاری از دادگاه های مادون را دارد این دادگاه سه شاخه دارد که عبارتند از  شعبه سلطنتی شعبه مهرداری و شعبه خانوادگی فرایند رسیدگی در هر یک از این شاخه ها به دلایل تاریخی متفاوت از دیگری است اکثر پرونده ها با قاضی واحد رسیدگی می شود اما برخی موارد بخصوص در مورد دادگاه سلطنتی شیوه دیگری برای رسیدگی خواهد داشت این دادگاه معمولاً به تصمیمات سابق خود مقید است و مرجع تجدیدنظر از آن دادگاه تجدیدنظر و در دعاوی مهم دیوان عالی(قبل از ۲۰۰۹ مجلس اعیان) است